# Leonid Lwowitsch Körber

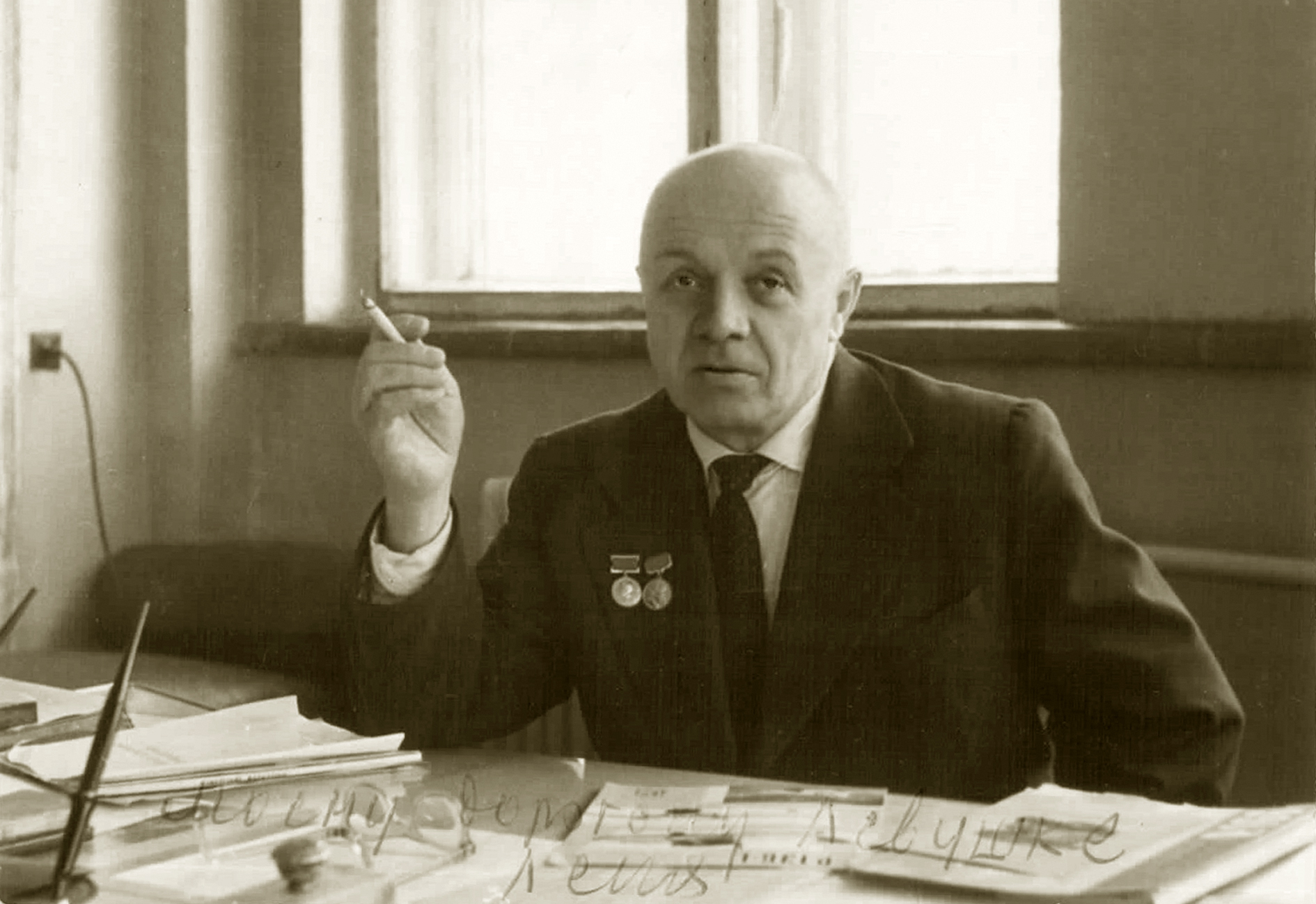
Leonid Körber

Leonid Lwowitsch (Ludwigowitsch) von Körber (russisch Леонид Львович (Людвигович) Кербер; * 4. Junijul. / 17. Juni 1903greg. in Sankt Petersburg; † 9. Oktober 1993 in Moskau) war ein russisch-sowjetischer Funktechniker und Flugzeugtechniker.

## Leben
Körbers Vater Ludwig Körber war Vizeadmiral der Kaiserlich Russischen Marine. Der Großvater väterlicherseits Bernhard von Körber war Mediziner, während der Großvater mütterlicherseits Otto Theodor von Schultz Konteradmiral der Kaiserlich Russischen Marine war. Der Onkel Oskar Carl von Körber war Historiker. Da der Vater selten zu Hause war, wurde Leonid Körber mit seinem jüngeren Bruder Boris von seiner Mutter Olga Augustina Gottliebe (geborene von Schultz, 1866–1942) und seinem älteren Bruder Victor erzogen. Nach dem Besuch des St. Petersburger deutschen Gymnasiums des Karl Johann May trat Leonid Körber in das Erste Kadettenkorps ein. 1917 wechselte er ins Marine-Kadettenkorps.
Als nach der Oktoberrevolution das Marine-Kadettenkorps im März 1918 aufgelöst wurde, vertrieben Matrosen Körber mit seiner Mutter und seinem jüngeren Bruder aus ihrer Wohnung auf der Wassiljewski-Insel, so dass die Mutter mit den beiden Söhnen sich nach Luga begab, wo ihre Schwester und ihr Bruder Vizeadmiral Michail Fjodorowitsch von Schulz lebten. Körbers älterer Bruder Victor war Marine-Flieger in Baku und verteidigte die Stadt gegen die anrückende türkische Armee. Der Vater war in London.  Leonid Körber bekam Arbeit auf dem Lugaer Truppenübungsplatz und wurde bald als Fünfzehnjähriger zur Roten Armee eingezogen. Im russischen Bürgerkrieg nahm er an den Kämpfen gegen die Judenitsch-Armee und am Polnisch-Sowjetischen Krieg teil, an dessen Ende seine Division vor Warschau eingekesselt wurde und er mit Truppenteilen den Einkesselungsring durchbrach. Nach dem Ende des Krieges wurde Körber mit seiner Division in Petrograd stationiert. Sie war im März 1921 an der Niederschlagung des Kronstädter Matrosenaufstands beteiligt, so dass Körber auf dem Eis des Finnischen Meerbusens gegen seinen Vetter Alexander Körber kämpfte.
1921 wurde Körber demobilisiert. worauf er zu seinem Bruder Victor nach Taganrog zog, der ihm half, im Flugzeugwerk angestellt zu werden. Als Victor im März 1922 nach Moskau versetzt wurde, kam Leonid Körber mit und arbeitete in einer Bierbrauerei. Daneben schloss er seine Ausbildung an der RabFak Leonid Isaakowitsch Mandelstams ab und bewarb sich an der Militärakademie für Ingenieure der Luftstreitkräfte „Prof. N. J. Schukowski“. Allerdings gehörte zur Aufnahmekommission der Matrose der Baltischen Flotte W. S. Woitow, der den harten Dienst unter Körbers Vater auf dem Linienschiff Gangut erlebt hatte, so dass Körber nicht aufgenommen wurde. Stattdessen wurde er 1925 mit Erreichen des Militärdienstalters ohne Anrechnung seines Militärdienstes im russischen Bürgerkrieg zu Roten Armee eingezogen. Als RabFak-Absolvent wurde er in das Reserve-Jungkommandeur-Programm der Roten Armee aufgenommen, so dass sich seine Dienstzeit auf ein Jahr verkürzte und er nach Wladimir in das 1. Funkaufklärungsregiment geschickt wurde. Dort wurde er zusammen mit Ernst Theodorowitsch Krenkel und Rudolf Iwanowitsch Abel ausgebildet.
Nach der Demobilisierung im Frühjahr 1926 wollte Körber in eine Flugschule aufgenommen werden, wurde aber wegen mangelnder Sehfähigkeit abgelehnt. Nach einigen Monaten verschiedener Arbeitstätigkeiten verschaffte ihm sein Vetter Wilhelm von Harff, Sohn des Generals der Kaiserlich Russischen Armee Eugen von Harff und Vizechef der Hauptverwaltung der Roten Armee, eine Stelle im Laboratorium des Forschungsinstituts für Verkehr der Roten Armee (NIIS RKKA), und zwar nicht als Schlosser. 1928 wurde er auf Vorschlag des Leiters der Abteilung für Radioempfänger I. M. Mileikowski für die Arbeit für die Konstruktion eines Funkpeilgerats eingeteilt. Unter der Leitung S. I. Andrejews nahm er an der Entwicklung der Kurzwellen-Funkpeilgeräte für die verschiedenen Funkaufklärungssystem teil und installierte und testete sie 1929 im Militärbezirk Kiew an der Westgrenze. 1930 nahm er zusammen mit S. I. Andrejew und N. A. Korbanski im Auftrag der Awiaprom (Hauptverwaltung der Luftfahrtindustrie) am Aufbau des Luftfahrtfunkpeilgeräts APR-1 teil, das nach den Tests in den Bomber Tupolew TB-3 in Chabarowsk eingebaut wurde. Dort wurde Körber mit Andrei Nikolajewitsch Tupolew bekannt.
1934 wurde Körber von Tupolew angeworben für die  Funknavigationsausrüstung der Tupolew ANT-25, mit der Waleri Pawlowitsch Tschkalow und dann Michail Michailowitsch Gromow über den Nordpol nach Amerika fliegen sollten. Während der Vorbereitung der Flüge flog Körber mehrmals mit Gromow auf den Testflügen von Moskau nach Tschita mit, wobei seine Geräte fehlerlos funktionierten. Dies bestätigten 1937 Tschkalow nach dem Flug von Moskau über den Nordpol nach Vancouver und einige Monate später Gromow nach dem Flug nach San Jacinto.
Gleichzeitig musste Körber den Bomber Bolchowitinow DB-A ausrüsten, der von Wiktor Fjodorowitsch Bolchowitinow, Jakow Moissejewitsch Kurizkes und Körbers Schwiegervater Michail Michailowitsch Schischmarjow entwickelt worden war. Dieses Flugzeug wählte Sigismund Alexandrowitsch Lewanewski im Mai 1937 für seinen Flug über den Nordpol aus. Im Hinblick auf die Pläne Tschkalows und Gromows verzichtete Lewanewski auf langwierige Vorbereitungen und nahm Körber für die Installation und Prüfung der gesamten Ausrüstung in seine Mannschaft auf. Wenige Tage vor dem Start am 12. August 1937 ersetzte jedoch Lewanewski Körber durch seinen persönlichen Funker N. J. Galkowski. Das Flugzeug startete dann und verschwand spurlos in der Arktis.
Boris Jewsejewitsch Tschertok vermutete, dass Körber auf Veranlassung des NKWDs aus Lewanewskis Mannschaft entfernt worden war. Körber wurde am 23. Oktober 1937 vom NIIS RKKA entlassen im Laufe einer Entlassungs- und Verhaftungswelle während des Großen Terrors. Am 1. Mai 1938 wurde er verhaftet und in die Lubjanka gebracht. In einer Nachbarzelle befand sich ab dem 10. Mai 1938 Körbers Vetter Wilhelm von Harff. Im Juni 1938 wurde Körber in die Butyrka verlegt. Nach langen Verhören, in denen er nur physikalisch absurde Sabotageakte gestand, wurde er im November 1938 vom Militärkollegium des Obersten Gerichts der UdSSR nach Artikel 58 des Strafgesetzbuches der RSFSR zu 8 Jahren Lagerhaft verurteilt. Er kam ins Lefortowo-Gefängnis und dann ins Kuloi-Lager bei Archangelsk im Cholmogorski rajon. Dort wurde er als Kartograf eingesetzt für Vermessungsarbeiten an den Nebenflüssen der Kuloi und anderer Flüsse für das Anlegen von Dämmen für den Wasseraufstau nach der Schneeschmelze für die Holzflößerei.
Der NKWD stellte 4 Gefangenen-Brigaden auf, die 4 Flugzeuge entwickeln und in die Serienproduktion führen sollten. Eine dieser Brigaden wurde von dem nach Artikel 58 verurteilten Andrei Nikolajewitsch Tupolew geführt, der sich die benötigten Spezialisten ausschließlich aus den Gefangenenlisten auswählte, darunter auch Körber. So kam Körber Anfang 1940 in das 1938 gegründete gefängnisartige Zentrale Konstruktionsbüro ZKB-29 des NKWD in Bolschewo bei Koroljow, das als Tupolew-Scharaschka bekannt wurde. Bei dem dort entwickelten Sturzkampfflugzeug 103, das dann als Tupolew Tu-2 in Serie ging, war Körber für die elektrischen Anlagen und die Funkausrüstung verantwortlich. Im Mai 1941 wurde Körber freigelassen, nachdem er nach einer Überprüfung für nicht schuldig erklärt wurde. Dazu beigetragen hatte die unermüdliche Arbeit seiner Frau Jelisaweta Michailowna Schischmarjowa (1904–1996), die immer wieder in vielen Briefen und Eingaben an zuständige und nichtzuständige Stellen Körbers Unschuld dargestellt hatte. Körber arbeitete weiter im ZKB-29, das nach Beginn des Deutsch-Sowjetischen Kriegs nach Omsk evakuiert wurde. Im Sommer 1943 kehrte das ZKB-29 nach Moskau zurück. Die Mitarbeiter waren inzwischen alle frei, blieben aber zusammen.
Sofort nach Kriegsende begann im Sonderkonstruktionsbüro OKB Tupolew die Entwicklung des Langstreckenbombers Tupolew Tu-4, bei der Körber eine wesentliche Rolle spielte ebenso wie bei den folgenden Strahlflugzeugentwicklungen. 1952 wurde die Stelle des Vizegeneralkonstrukteurs für Ausrüstung geschaffen, die mit Körber besetzt wurde. Nachdem Sergei Alexejewitsch Lebedew den Computer MESM (Kleine Elektronische Rechenmaschine) entwickelt hatte, erkannte Körber als einer der Ersten das Potential dieser Rechner. Er setzte den speziell für Flugzeuge modifizierten Bordcomputer BZWM für das Navigationssystem des Turboprop-Verkehrsflugzeugs Tupolew Tu-114 ein und leitete damit die Computerisierung ein. 1959 bestand Chruschtschow darauf, zum Staatsbesuch in den Vereinigten Staaten mit einer Tupolew Tu-114 zu fliegen, obwohl die Testflüge noch nicht abgeschlossen waren. Andrei Tupolew konnte dies nicht verhindern und sorgte dafür, dass Körber mitflog. Auf dem Rückflug fiel infolge eines Magnetsturms der Kompass aus, so dass nur dank des funktionierenden Navigationssystems Körbers das Ziel erreicht wurde. 1965 stellte Körber die Tupolew Tu-114 auf der Pariser Luftfahrtschau vor. Sein letztes Projekt war das Überschallflugzeug Tupolew Tu-144 gewesen.
Als 1966  Andrei Nikolajewitsch Tupolew die Leitung des OKB Tupolew seinem Sohn übertrug, lehnte Körber dies offen ab, so dass er seinen Rücktritt einreichen musste.
Obwohl Körber nur die RabFak-Ausbildung vorzuweisen hatte, war er zum Doktor der technischen Wissenschaften promoviert worden und hatte am Moskauer Staatlichen Luftfahrtinstitut (MAI) Vorlesungen über Flugzeugausrüstung gehalten.
Seit der gemeinsamen Zeit in der Tupolewskaja Scharaga war Körber befreundet mit Georgi Alexandrowitsch Oserow, der in den 1960er Jahren unter dem Pseudonym Scharagin seine Erinnerungen an das tägliche Leben der Wissenschaftler, Konstrukteure und Ingenieure niederschrieb, die in der Scharaga die Luftfahrttechnik für Stalin schufen. Körber machte daraus ein Buch, das im Samisdat erschien und 1971 in Frankfurt am Main veröffentlicht wurde.
In Körbers letzten Jahren entwickelte sich ein enger Briefwechsel mit dem Schriftsteller Wiktor Wiktorowitsch Konezki, den er nie traf. In seinen Briefen erzählte Körber viel aus seinem Leben, was nach Körbers Tod Konezki in seinem Werk Echo in einem Kapitel im 7. Band veröffentlichte.
Körber hatte zwei Söhne. Der ältere Sohn Michail Leonidowitsch Körber wurde Chemiker.

## Ehrungen, Preise
- Leninorden (zweimal)[2]
- Orden des Vaterländischen Krieges I. Klasse (1947)[2]
- Orden des Roten Sterns[2]
- Stalinpreis (1952)[2]
- Leninpreis im Bereich Technik für die Entwicklung des Strahlverkehrsflugzeugs Tupolew Tu-104 (1957 mit A. N. Tupolew, Alexander Iwanowitsch Makarewski, Alexander Alexandrowitsch Archangelski, Alexei Michailowitsch Tscherjomuchin und Sergei Konstantinowitsch Tumanski)[2]